# Frants Rantzau
Frants Rantzau (auch Frands oder Frantz, * 1604; † 5. November 1632 in Kopenhagen) war ein Dänischer Reichsrat, Reichshofmeister und Schwiegersohn von König Christian IV.

## Leben
Frants Rantzau war der Sohn des Reichsrats und Statthalters von Kopenhagen Breide Rantzau auf Rantzausholm (1556–1618) und dessen dritter Ehefrau Christence Viffert (1571–1604), die kurz nach seiner Geburt starb und ihm ihre Güter auf Fünen hinterließ. Sein Großvater väterlicherseits, Heinrich Rantzau aus der holsteinischen Adelsfamilie Rantzau, war Statthalter von Schleswig-Holstein gewesen. Aus der ersten Ehe seines Vaters mit Sophie Rosenkrantz (1560–1598) hatte er den Halbbruder Cai Rantzau (1591–1623), der mit Anne Lykke (1595–1641) verheiratet war und mit ihr eine Tochter Sophie (1616–1635) hatte.
Frants Rantzau wurde mit dem gleichaltrigen Kronprinzen Christian erzogen. Nach dem Tod seines Vaters begab sich der 14-jährige reiche Erbe 1618 mit seinem Präzeptor auf eine Europareise, die ihn an die Universitäten in Jena, Leipzig, Basel, Genf und Straßburg führte. In Frankreich wurde er aus unbekannten Gründen 1623 verhaftet und reiste nach seiner Freilassung im folgenden Jahr weiter nach Italien, wo er sich in Siena und Padua einschrieb. 1626 kehrte er nach Dänemark zurück. Inzwischen war sein Bruder, der Generalkriegskommissar der Truppen in Holstein, ohne männliche Nachkommen verstorben. Damit fiel das gesamte väterliche Erbe an ihn. Seine verwitwete Schwägerin Anne Lykke war im selben Jahr verhaftet worden, weil sie 1625 in der Abwesenheit des Königs ein Verhältnis mit dem Prinzen Christian begonnen hatte und den sehr viel Jüngeren nach Ansicht des Königs von seinen Pflichten als Regent abgehalten hatte.

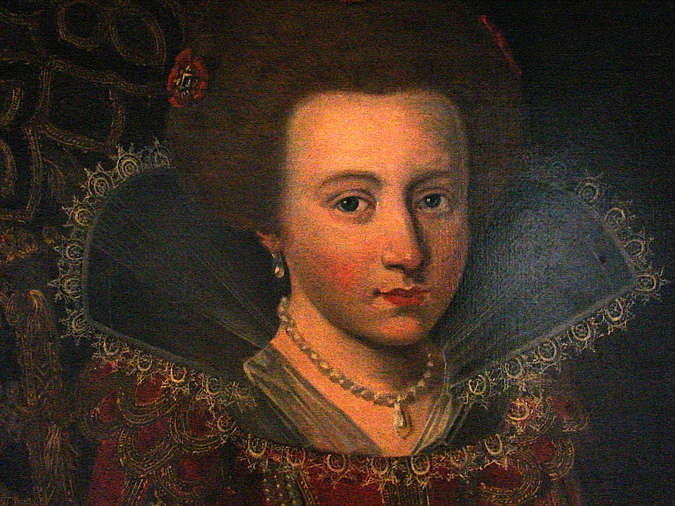
Rantzaus Verlobte Anne Cathrine

Schon im Januar 1627 nahm König Christian IV. den als gutaussehend beschriebenen und gebildeten Frants Rantzau in den Reichsrat auf und gab ihm das seit dem Tod seines Vaters vakante Amt des Statthalters von Kopenhagen, das mit der Aufsicht über den Zoll, das Zeughaus und die königliche Werft auf Bremerholm verbunden war. Gleichzeitig wurde er mit der neunjährigen Anna Cathrine (1618–1633) verlobt, der ältesten Tochter des Königs mit dessen morganatischer Ehefrau Kirsten Munk. Im folgenden Jahr wurde er Amtmann von Dalum Kloster, das bis dahin die Großmutter seiner Braut, Ellen Marsvin, als Lehen besessen hatte und das er bereits 1629 gegen Møn tauschte. 1630 kam Dronninglund als Lehen dazu. Seine Ämterfülle brachte ihn in Konkurrenz zum Kanzler Christian Friis, der bis 1627 weitgehend allein die Regierung geführt hatte. Am 5. April 1632 wurde Frants Rantzau schließlich zum Reichshofmeister ernannt, dem höchsten Regierungsamt im dänischen Staat, das seit dem Tod von Christoffer Valkendorff 1601 selbst innegehabt hatte, obwohl er sich in seiner Handfeste verpflichtet hatte, es zu besetzen. Diese Stellung verhalf einerseits Rantzau zu größtmöglicher politischer Macht, gleichzeitig behielt Christian IV. über seinen künftigen Schwiegersohn den Einfluss auf dieses wichtige Amt.
Am 5. November desselben Jahres 1532 nahm Rantzau an einem Fest teil, das der König auf Schloss Rosenborg gab. Bei Dunkelheit stürzte er betrunken in den Schlossgraben und ertrank, obwohl sogar der König selbst sein Leben für seine Rettung riskierte. Den tragischen Todesfall soll der Pastor und königliche Kalenderiograph Nicolaus Heldvader in seinem im Dezember 1631 für das Jahr 1632 herausgegebenen Kalender durch die an diesem Tag eingetragene Buchstabenfolge G B F R I A prophezeit haben, die als Gud bevare Frants Rantzau I Aar (= Gott bewahre Frants Rantzau dieses Jahr) gedeutet wurde. Gerüchte wurden laut, Frants Rantzau sei einem Mordkomplott zum Opfer gefallen. Verdächtigt wurde u. a. der junge Sekretär Heinrich Müller, der seit 1630 in Rantzaus Diensten stand. Dieser wurde nämlich sofort nach Rantzaus Tod in königliche Dienste übernommen und machte eine steile Karriere, unterstützt von Corfitz Ulfeldt, der seit 1630 mit Leonora Christina verlobt war, einer Schwester von Frants Rantzaus Braut. Der schwedische Resident Johan Fegræus berichtete dagegen, dass Rantzau auf dem Fest mit dem König über den Status seiner in Ungnaden gefallenen Schwiegermutter und seine Rechnungsführung stritt, und vermutete deshalb einen Selbstmord. Nach Rantzaus Tod stellten sich tatsächlich Unregelmäßigkeiten in seinen Rechnungsbüchern heraus.
Rantzau wurde in der Kopenhagener Nikolaikirche beigesetzt. Da diese Kirche 1795 niederbrannte, ist kein Grabmal erhalten. Seine Güter fielen an Anne Lykke, die nach ihrer Freilassung 1628 eine zweite Ehe mit Knud Ulfeldt (1600–1646), einem Bruder von Corfitz Ulfeldt, eingegangen war – und ihre Tochter mit dessen jüngerem Bruder verheiratet hatte. Anna Cathrine starb ein halbes Jahr nach ihrem Bräutigam kurz nach ihrem 15. Geburtstag.